# Panic Button
Panic Button is een Britse thriller-horrorfilm uit 2011 onder regie van Chris Crow.

## Verhaal
Jo, Max, Dave en Gwen ontmoeten elkaar op het vliegveld als winnaars van een prijsvraag op de sociaalnetwerksite All2gethr, een website vergelijkbaar met Facebook. Een limousine brengt het viertal naar een privé-vliegtuig om zo naar New York te vliegen voor een leuk uitstapje. Voor ze instappen, moeten ze allemaal hun mobiele telefoon inleveren. Gedurende de reis staat er een spel op het programma waarmee ze nog meer prijzen kunnen winnen. De signalen van hun telefoons kunnen dit verstoren.
Het vliegtuigje blijkt van alle luxe voorzien. De vier krijgen ieder een luie stoel, er is volop drank aan boord en de zitplaatsen zijn stuk voor stuk voorzien van een bijbehorend computerscherm met touchscreen. Hun gastheer spreekt via deze schermen tegen de vier. Hij is niet te zien. In plaats daarvan gaat hij schuil achter de afbeelding van een geanimeerde alligator.
Eenmaal in de lucht kondigt 'Alligator' ronde één van het spel aan. Jo, Max, Dave en Gwen krijgen per persoon drie vragen. Dit blijken alleen geen typische quizvragen. De antwoorden die ze moeten geven, zijn extreem persoonlijk en verwijzen allemaal naar negatieve details uit de privélevens van de vier passagiers. Geen antwoord geven of liegen heeft geen zin; Alligator weet de echte antwoorden en laat die aan iedereen weten. Hij kent die en nog veel meer feiten over de vier dankzij alles wat ze zelf op All2gethr hebben gezet én middels de andere sporen die ze op het internet hebben achtergelaten. Er komen zaken aan bod van overmatig alcoholgebruik, sekslevens en de locaties van piercings tot aan gênante medische gegevens en welke obscure zaken de kandidaten op internet bekijken. De uitgelaten stemming aan boord neemt snel af.
Na een tweede ronde van openbaringen wordt Dave kwaad. Hij verlaat zijn stoel en eist dat hij de cockpit in mag om de piloot te spreken. Alligator vraagt hem herhaaldelijk te gaan zitten, maar hij weigert. Alligator kondigt aan dat hij daarmee een regel heeft gebroken en daarom een sanctie krijgt. Op alle vier de schermen verschijnt vervolgens Dave's vriend Rory. Een man met een geweer loopt diens slaapkamer in en schiet Rory door het hoofd. Max probeert geschokt een e-mail te sturen om te vragen om hulp. Alligator kondigt aan dat ook dit tegen de regels is. Hij vertelt dat ze allemaal de voorwaarden op hun schermen hebben gekregen voor het spel begon. Dat ze daarmee akkoord gingen zonder ze goed te lezen, is zijn verantwoordelijkheid niet. Vervolgens schakelen de schermen naar Max' vriend Allan. Een man met een knuppel slaat hem tot hij over de leuning van een trap valt en bewegingsloos blijft liggen.
De gebeurtenissen doen de vier besluiten in hun stoel te gaan zitten. Alligator nodigt ze voor ronde 3 een voor een uit om plaats te nemen in het toilet. Daar krijgen ze alle vier via een koptelefoon een opdracht die de anderen niet kunnen horen of mogen weten. Ook toont Alligator ieder van hen beelden van een dierbare die hij in handen heeft. Niet aan de opdracht voldoen, betekent dat de dierbare op gruwelijke wijze sterft.
Wanneer Alligator zijn beweegreden voor zijn daden onthult, blijkt dat hij Jo, Max, Dave en Gwen bewust uitkoos. Zij hebben allemaal op internet bekeken hoe zijn destijds vijftienjarige dochter Lucy zelfmoord pleegde. Max verspreidde het filmpje daarna, Gwen schreef Lucy dat zelfs God haar dit niet zou vergeven en Dave noemde Lucy een aandachtstrekker en riep haar op om het ook echt te doen. Jo's reactie was in Alligators ogen het ergste; zij keek toe hoe het gebeurde en deed helemaal niets.

## Rolverdeling
- Scarlett Alice Johnson - Jo
- Jack Gordon - Max
- Michael Jibson - Dave
- Elen Rhys - Gwen
- Joshua Richards - Rupert Turner / Alligator
- Vern Raye - Callahan
- Meggie McCarthy - Sophie
- Sarah Parks - Annie Turner
- Christopher Cale - Ed Turner
- Ri Richards - Jo's moeder
- Hollie Blundell - Emily
- Leighton Kyle - Rory
- Tobias Jon - Alan
- Charlene Ball - Sarah
- Bethan Morgan - Mrs. Callahan
- Tom Powell - Callahan Junior
- Millie Midwinter-Lean - Lucy
- Alan Humphreys - Mike